# 簡潔
| ウィキペディアには「簡潔」という見出しの百科事典記事はありません（タイトルに「簡潔」を含むページの一覧/「簡潔」で始まるページの一覧）。 代わりにウィクショナリーのページ「簡潔」が役に立つかもしれません。 |